# Лозина-Лозинський Костянтин Степанович
Костянти́н Степа́нович Лози́на-Лози́нський (рос. Константин Степанович Лозина-Лозинский; * 1859, Кам'янець-Подільський — † 1940) — російський лікар, народник.

## Біографія
Костянтин Степанович Лозина-Лозинський народився 1859 року в Кам'янці-Подільському в сім'ї дрібного поміщика. Закінчив Військово-медичну академію в Санкт-Петербурзі. Брав активну участь у студентських заворушеннях, був зв'язаний із народовольцями Миколою Рисаковим, Андрієм Желябовим.
Після закінчення академії вирішив, що реальна допомога народу для нього важливіша, ніж безпосередня революційна діяльність, тож добився місця земського лікаря в місті Духовщина (нині Смоленської області Російської Федерації).
Був одружений з Варварою Карлівною Шейдеман — донькою генерал-лейтенанта Карла Федоровича Шейдемана. Вона була однією з перших жінок у Російській імперії, що здобули медичну освіту.
У Лозин-Лозинських народилися сини: 1885 року — Володимир (майбутній протоієрей), 1886 року — Олексій (майбутній поет).
1888 року, доглядаючи за хворими, Варрвара Карлівна заразилася тифом і померла.
Овдовівши, Костянтин Степанович із двома малолітніми синами переїхав у Санкт-Петербург. Він став працювати лікарем на Путиловському заводі. Через деякий час Лозина-Лозинський одружився вдруге — з Ольгою Володимирівною Сверчковою. У новому шлюбі народилося ще троє дітей — двоє синів і донька.
Незадовго до смерті Костянтин Степанович став писати спогади. Помер 1940 року.